# Musée archéologique d'Astypalée
Le musée archéologique d'Astypalée, en grec moderne : Αρχαιολογικό Μουσείο Αστυπάλαιας - Archeologikó Mousío Astypáleas, est un musée archéologique sur l'île d'Astypalée, dans les Cyclades, en Grèce

## Histoire
Le musée est installé dans une salle du rez-de-chaussée, accordée au ministère de la Culture par le Fonds de charité ecclésiastique d'Astypalée en 1994. L'exposition est organisée en 1995-1996 et, au cours des années suivantes, elle est améliorée et enrichie par le programme audiovisuel spécial (Echorama), ce qui conduit finalement à l'ouverture du musée en septembre 1998.

## Description
L'exposition contient des trouvailles couvrant un large éventail chronologique, de la préhistoire à l'époque médiévale.